# برت داورن
برت داورن (انگلیسی: Brett Davern؛ زادهٔ ۱۹۸۳) یک هنرپیشه اهل ایالات متحده آمریکا است. وی از سال ۲۰۰۶ میلادی تاکنون مشغول فعالیت بوده‌است.
از فیلم‌ها یا برنامه‌های تلویزیونی که وی در آن نقش داشته‌است می‌توان به فیلم ۴۳ و عشق و بخشش اشاره کرد.